# Jamie Anderson
Jamie Louise Anderson (ur. 13 września 1990 w South Lake Tahoe) – amerykańska snowboardzistka, specjalizująca się w konkurencjach halfpipe i slopestyle, mistrzyni olimpijska i zdobywczyni Pucharu Świata.

## Kariera
Po raz pierwszy na arenie międzynarodowej pojawiła się 8 stycznia 2006 roku w Mount Bachelor, gdzie w zawodach FIS Race zajęła drugie miejsce w slopestyle’u. Nigdy nie brała udziału w mistrzostwach świata juniorów. W zawodach Pucharu Świata zadebiutowała 26 sierpnia 2009 roku w Cardronie, zajmując trzynaste miejsce w halfpipie. Tym samym już w swoim debiucie wywalczyła pierwsze pucharowe punkty. Na podium zawodów tego cyklu po raz pierwszy stanęła 11 stycznia 2013 roku w Copper Mountain, kończąc rywalizację w slopestyle’u na pierwszej pozycji. W zawodach tych wyprzedziła Norweżkę Kjersti Buaas i Isabel Derungs ze Szwajcarii. Najlepsze wyniki osiągnęła w sezonie 2015/2016, kiedy to zwyciężyła w klasyfikacji generalnej AFU oraz klasyfikacjach slopestyle’u i big air. Ponadto w sezonie 2016/2017 była druga w klasyfikacji generalnej i ponownie najlepsza w slopestyle’u.
Jej największym sukcesem jest zdobycie złotego medalu w slopestyle’u na igrzyskach olimpijskich w Soczi w 2014 roku. Wyprzedziła tam Enni Rukajärvi z Finlandii i Jenny Jones z Wielkiej Brytanii. Cztery lata później, podczas igrzysk w Pjongczangu ponownie zdobyła złoty medal w tej konkurencji, a w big air była druga. W 2019 roku, na mistrzostwach świata w Park City wywalczyła brązowy medal w slopestyle’u, ulegając jedynie Nowozelandce Zoi Sadowski-Synnott oraz Norweżce Silje Norendal. Dwa lata później, podczas mistrzostw świata w Aspen zdobyła srebro w slopestyle’u, ulegając ponownie Sadowski-Synnott.
Jest wielokrotną medalistką Winter X-Games, zdobyła między innymi złote medale w slopestyle’u w latach 2007, 2008, 2012 i 2013 oraz w dual slalomie w 2017 roku.

## Osiągnięcia

### Igrzyska olimpijskie
| Miejsce | Dzień     | Rok  | Miejscowość | Konkurencja | Zwyciężczyni |
| ------- | --------- | ---- | ----------- | ----------- | ------------ |
| 1.      | 9 lutego  | 2014 | Soczi       | Slopestyle  | –            |
| 1.      | 12 lutego | 2018 | Pjongczang  | Slopestyle  | –            |
| 2.      | 22 lutego | 2018 | Pjongczang  | Big air     | Anna Gasser  |

### Mistrzostwa świata
| Miejsce | Dzień    | Rok  | Miejscowość | Konkurencja | Zwyciężczyni         |
| ------- | -------- | ---- | ----------- | ----------- | -------------------- |
| 3.      | 9 lutego | 2019 | Park City   | Slopestyle  | Zoi Sadowski-Synnott |
| 2.      | 12 marca | 2021 | Aspen       | Slopestyle  | Zoi Sadowski-Synnott |
| 7.      | 16 marca | 2021 | Aspen       | Big air     | Laurie Blouin        |

### Puchar Świata

#### Miejsca w klasyfikacji generalnej
- sezon 2009/2010: 123.
  - AFU[2]
- sezon 2012/2013: 15.[3]
- sezon 2013/2014: 8.
- sezon 2015/2016: 1.
- sezon 2016/2017: 2.
- sezon 2017/2018: 21.
- sezon 2018/2019: –
- sezon 2019/2020: 10.
- sezon 2020/2021: 7.

#### Miejsca na podium w zawodach
1. Copper Mountain – 11 stycznia 2013 (slopestyle) – 1. miejsce
2. Cardrona – 19 sierpnia 2013 (slopestyle) – 1. miejsce
3. Cardrona – 22 sierpnia 2015 (slopestyle) – 1. miejsce
4. Québec – 13 lutego 2016 (Big air) – 1. miejsce
5. Pjongczang – 21 lutego 2016 (slopestyle) – 1. miejsce
6. Copper Mountain – 17 grudnia 2016 (Big air) – 1. miejsce
7. Laax – 21 stycznia 2017 (slopestyle) – 3. miejsce
8. Mammoth Mountain – 4 lutego 2017 (slopestyle) – 1. miejsce
9. Québec – 12 lutego 2017 (slopestyle) – 2. miejsce
10. Cardrona – 4 września 2017 (slopestyle) – 1. miejsce
11. Mammoth Mountain – 1 lutego 2020 (slopestyle) – 1. miejsce
12. Laax – 22 stycznia 2021 (slopestyle) – 1. miejsce